# ヴォールトRNA
真核細胞の多くは、細胞質中にヴォールトと呼ばれる大きな核タンパク質粒子をもつ。ヴォールト複合体は主要ヴォールトタンパク質(MVP)と2つの副ヴォールトタンパク質（VPARPおよびTEP1）、そしてヴォールトRNA(vRNA, vtRNA)と呼ばれる、真核生物に特有のさまざまな未翻訳小RNA分子から成る。これらの分子はRNAポリメラーゼIIIにより転写される。
核膜との結び付きと細胞内における位置から、ヴォールトは細胞内核細胞質輸送にかかわっていると考えられている。低温電子顕微鏡を用いたある研究によれば、vtRNAはヴォールトのエンドキャップ付近にみられることがわかっている。このRNAの位置から、RNAがヴォールト粒子の内部・外部両方と相互作用可能であることが示唆される現在のところの通念としては、vtRNAはヴォールトタンパク質の構造に寄与しておらず、別の機能を有していると考えられている。しかし、vtRNAの研究は発展途上であり、その機能についての確かな結論は得られていない。

## 歴史
ヴォールトRNAはヴォールト核タンパク質複合体の一部として1986年に初めて同定された。1960年代半ばにノンコーディングRNAが初発見されて以来、ノンコーディングRNAは大きな注目を集めてきた。1980年代にはそれを反映し、リボソームRNAや核小体低分子RNA、ヴォールトRNAといったノンコーディングRNAがと次々と発見された。
1990年代の先駆的研究により、ヴォールトRNAの詳細が調べられ、動物の遺伝子においてヴォールトRNAがよく保存されていることに焦点があたるようになった。これまでのところ、ヒト、齧歯目、ウシガエルからヴォールトRNAが単離されている。
ヴォールトタンパク質はウニ、キイロタマホコリカビ、アカントアメーバでも見つかっているが、vtRNAは見つかっていない。

## 発現
ヴォールトは「高等」真核生物、特に哺乳類、両生類、鳥類において高度に発現することが知られているが、「下等」真核生物、たとえばDictyostelium discoideumでも発現がみられる。その構造とタンパク質組成の両方がこれらの種間で高度に保存されていることから、ヴォールトが真核細胞の機能に欠かせない役割を担っていることが示唆される。
vtRNAの長さは種によって86ないし141塩基の範囲で異なる。転写の長さは種によってあまり違わないが、発現の度合いは顕著に異なる。たとえば、ラットとマウスでは141塩基長の単一vtRNAが発現するが、ウシガエルでは89塩基長と94塩基長の2種類のvtRNAが発現する。
ヒトにおけるvtRNAの発現を調査した研究によれば、ヒトでは4つの関連するvtRNAがみつかっている。現在、そのうちの3つのみが同定されており、それぞれhvg1(98塩基)、hvg2(88塩基)、hvg3(88塩基)と名付けられている。総vtRNAの大部分はhvg1に関連づけられる。
種によってvtRNAは異なるが、ポリメラーゼIIIプロモーター要素は高度に保存されている。加えて、全てのvtRNAは類似するステム・ループ構造にフォールドされることが予言されている。

## 構造
ヴォールトRNAの長さはかなり短く、80から150塩基の範囲におさまる。vtRNAの2次構造は、共通して5′端と3端′が結合した、フライパン状分子構造をとる。RNAポリメラーゼIIIのプロモーター領域box Aおよびbox Bを持つが、box Aが構造の保持に寄与するのに対してbox Bは寄与しない。
細胞内の全ヴォールトRNAの5%は細胞小器官としてのヴォールトに存在し、残りは細胞内を浮遊している。

## 生物学的応用

### 薬物耐性
ヴォールト複合体とヴォールトRNAは薬物耐性と関連がある。近年の発見を通じ、ノンコーディングRNAであるヴォールトRNAが  DICER機構により小さなヴォールトRNAを産生することが示された。産生された小ヴォールトRNAはmiRNAと同様の働きをすることもわかってきている。すなわち、svRNAはアルゴノートタンパク質に結合し、薬物代謝にかかわる酵素の1つCYP3A4の発現をダウンレギュレートする。

### 悪性腫瘍
悪性腫瘍治療の失敗要因の1つとして腫瘍細胞が化学療法に対する耐性を獲得することがあげられる。vtRNAは特定の抗がん剤の特定の結合サイトとの相互作用により耐性獲得に関与することが示されている。このような相互作用は抗がん剤により放出される薬剤の排出につながると考えられている。
この結論はミトキサントロンへの耐性を獲得した(膠芽腫、白血病、骨癌由来の)腫瘍細胞においてvtRNAの異常な高度発現を明らかにした研究に由来する。また、同研究では腫瘍細胞におけるvtRNA発現の弱まりとミトキサントロンへの感受性とが相関することも示された。このような研究はvtRNAが薬剤のターゲットサイトへの到達を妨げるはたらきをもつことを示唆している。

### NSUN2欠損症
ヴォールトRNAの複数のシトシン残基はNSUN2タンパク質によりメチル化されることが示されている。NSUN2欠損細胞においてはシトシン-5メチル化の喪失により異常な過程で小分子RNA断片が生じ、miRNAと同様の機能を持つようになる。このため、NSUN2欠損症により引き起こされる症状の一因がヴォールトRNAへの加工障害である可能性が示唆されている。

### 研究手法
ヴォールトRNAの機能は未だによく分かっていないが、独特な構造を持つため新たな研究手法の開発に有用である。一例として、vtRNAは研究クエリツールfragrep2の性能をベンチマークするために用いられている。
クエリツールは、種間で類似した生物学的配列の領域を見つけるために使用される。しかし、これらのツール(最も有名なものとしてBLASTが挙げられる)は、挿入や欠失を含む配列の識別が困難であるという問題をかかえている。これらの大きな変異をともなう構造変化により、ツールは騙され、過誤を生じることがある
fragrep2はモチーフの厳密な配列との一致またはほぼ一致を判定できるパターンベースアルゴリズムを用いることでこの問題の解決を目指している。fragrep2の構築にあたり、必要となるテスト分子としてヴォールトRNAが最適であることがみいだされた。これは、ヴォールトRNAが通常、高度に保存された2つの配列の周囲に、変異頻度の高い領域に囲まれているためである。
このツールは、ヴォールトRNAの研究の進展に貢献しただけでなく、RNA分野におけるその他の応用においても重要な意義を持つ。ヴォールトRNAの他も保存度が高い領域と変異頻度の高い領域が隣接した構造を持つRNAとしては、RNアーゼ P、RNアーゼ MRP、テロメラーゼRNA、7SK RNAなどもあげられる。